# Trebula (Schmölln)
Trebula ist ein Ortsteil der Stadt Schmölln im Landkreis Altenburger Land in Thüringen. Er gehörte bis zum 31. Dezember 2018 zur Gemeinde Altkirchen.

## Lage
Trebula liegt südwestlich von Altkirchen an der Kreisstraße 522 im Lösshügelland um Schmölln an einem Zufluss der Blauen Flut.

## Geschichte
Am 24. September 1140 wurde der Ort erstmals urkundlich genannt. Trebula gehörte zum wettinischen Amt Altenburg, welches ab dem 16. Jahrhundert aufgrund mehrerer Teilungen im Lauf seines Bestehens unter der Hoheit folgender Ernestinischer Herzogtümer stand: Herzogtum Sachsen (1554 bis 1572), Herzogtum Sachsen-Weimar (1572 bis 1603), Herzogtum Sachsen-Altenburg (1603 bis 1672), Herzogtum Sachsen-Gotha-Altenburg (1672 bis 1826). Bei der Neuordnung der Ernestinischen Herzogtümer im Jahr 1826 kam der Ort wiederum zum Herzogtum Sachsen-Altenburg.
Nach der Verwaltungsreform im Herzogtum gehörte Trebula bezüglich der Verwaltung zum Ostkreis (bis 1900) bzw. zum Landratsamt Ronneburg (ab 1900). Das Dorf gehörte ab 1918 zum Freistaat Sachsen-Altenburg, der 1920 im Land Thüringen aufging. 1922 kam es zum Landkreis Altenburg.
Am 1. Juli 1950 wurden die Nachbarorte Gimmel und Platschütz eingemeindet. Bei der zweiten Kreisreform in der DDR wurden 1952 die bestehenden Länder aufgelöst und die Landkreise neu zugeschnitten. Somit kam die Gemeinde Trebula mit dem Kreis Schmölln an den Bezirk Leipzig; jener gehörte seit 1990 als Landkreis Schmölln zu Thüringen und ging bei der thüringischen Kreisreform 1994 im Landkreis Altenburger Land auf. Am 25. August 1961 wurde die Gemeinde Trebula aufgelöst und die drei Orte nach Altkirchen eingemeindet. 2023 lebten im Dorf 150 Einwohner. Am 1. Januar 2019 wurde die Gemeinde Altkirchen nach Schmölln eingemeindet, wozu Trebula seitdem gehört.